# دیمیتریس گیانولیس
دیمیتریس گیانولیس (یونانی: Δημήτριος Χρήστος "Δημήτρης" Γιαννούλης؛ زادهٔ ۱۷ اکتبر ۱۹۹۵) بازیکن فوتبال اهل یونان است که در حال حاضر برای باشگاه فوتبال آگسبورگ بازی می‌کند. 
از باشگاه‌هایی که در آن بازی کرده است می‌توان به باشگاه فوتبال ویرا و باشگاه فوتبال پائوک اشاره کرد.
وی همچنین در تیم‌های ملی فوتبال زیر ۲۱ سال یونان و بزرگسالان یونان بازی کرده است.